# Elisha W. McComas
Elisha Wesley McComas (* um 1820 in Cabell County, Virginia (heute West Virginia); † 11. März 1890 nahe Fort Scott, Nebraska) war ein US-amerikanischer Rechtsanwalt, Offizier, Redakteur, Schriftsteller und Politiker (Demokratische Partei).

## Werdegang
Elisha Wesley McComas besuchte die Ohio University in Athens (Ohio). Er studierte Jura und begann 1841 nach seiner Zulassung als Anwalt in Virginia zu praktizieren. Nach dem Ausbruch des Mexikanisch-Amerikanischen Krieges (1846–1848) verpflichtete er sich im 11. Infanterieregiment von Virginia, wo er den Dienstgrad eines Captains bekleidete. Im Verlauf des Krieges wurde er verwundet und gefangen genommen. Er kam erst nach dem Ende des Krieges am 20. Juli 1848 frei. Im Anschluss nahm er wieder seiner Tätigkeit als Anwalt auf, verfolgte aber auch eine politische Laufbahn. McComas war Mitglied in der General Assembly. 1855 wählte man ihn zum Vizegouverneur von Virginia, eine Stellung, die er von 1856 bis zu seinem Rücktritt 1857 innehatte, der aus gesundheitlichen Gründen erfolgte. McComas zog nach Chicago (Illinois), wo er im Laufe der Zeit Chefredakteur der Chicago Times wurde und weiterhin als Anwalt tätig war. Dort verbrachte er auch die nachfolgenden Kriegsjahre des Amerikanischen Bürgerkrieges. In dieser Zeit war er für die Begrüßung des Prince of Wales zuständig, der Chicago einmal besuchte. Nach dem Krieg zog er wieder in seine alte Heimat, die mittlerweile Teil von West Virginia war. Er lebte dort bis 1868 und kümmerte sich in dieser Zeit um die Geschäfte seines Vaters. Nach dessen Tod zog er mit seiner Familie nach Nebraska, wo er sich zuerst auf einer Farm nahe Omaha niederließ und schließlich 1870 in Fort Scott. In der nachfolgenden Zeit war er als Schriftsteller tätig. Darüber hinaus war er der erste Präsident der Handelskammer von Fort Scott, allein sein schlechter Gesundheitszustand hinderte ihn eine zweite Amtszeit anzustreben. Kurz vor seinem Tod zog er aus der Stadt auf eine Farm, die sechs Meilen nördlich von Fort Scott lag und die seinem Sohn Gordon gehörte.

## Werke
- A Rational View of Jesus and Religion
- The Divine Problem
- A Concept of the Universe